# 데이비드 밀러 (사이클 선수)

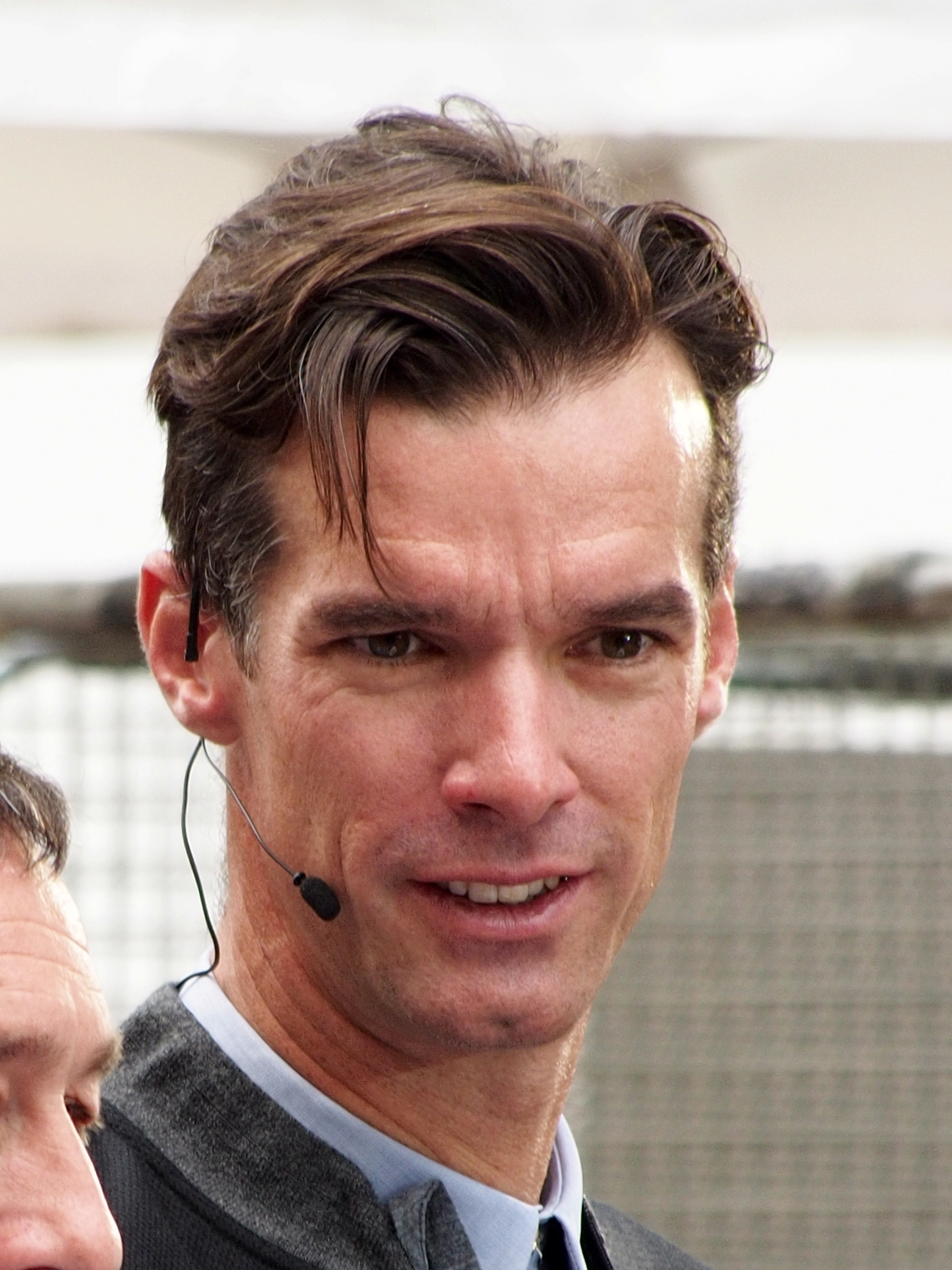
데이비드 밀러

데이비드 밀러(David Millar, 1977년 1월 4일 ~ )는 스코틀랜드의 전직 사이클 선수이다.

## 경력
1997년
- 프로 데뷔

1998년
- 투르 드 라브니르에서 구간 2승

2000년
- 투르 드 프랑스에 첫 등장

2001년
- 덴마크 룬드 종합 우승
- 로드 레이스 세계 선수권 개인 타임 트라이얼에서 얀 울리히에 이어 2위
- 부엘타 아 에스파냐에서 구간 2승

2002년
- 투르 드 프랑스 구간 1 승 (13)

2003년
- 2003년 구간 1승 (19 = ITT)
- 부엘타 아 에스파냐 구간 1승
- 로드 레이스 세계 선수권 · 개인 타임 트라이얼에서 마이클 로저스 등을 이기고 1위했으나, 이듬해 2004년 6월, 에리트로포이에틴 (EPO) 사용 혐의가 있다고 보고되어 경찰 당국이 수색에 들어간 결과, 2001년부터 2003년까지 EPO의 사용을 인정했기 때문에 영국 2년간 출전 정지 처분을 받았으며, 1250유로 상당의 벌금을 냈다.

2006년
- 프로에 복귀했다.
- 부엘타 아 에스파냐 구간 우승

2007년
- 영국 선수권 대회 개인 도로, 개인 타임 트라이얼을 제패.

2008년
- 지로 탈리아 제1 스테이지의 팀 타임 트라이얼에서 팀의 구간 우승에 기여
- 투어 오브 캘리포니아 종합 2위

2009년
- 투르 드 프랑스 제6 스테이지 감투상 획득.
- 부엘타 아 에스파냐 제 20 스테이지 개인 타임 트라이얼 우승, 종합 80위.

2010년
- 드 판네 3일 종합 우승
- 크로노 드 나시옹 우승

2011년
- 시루큐이 드 라사르테 종합 3위
- 투르 드 로만디 종합 10위
- 지로 디탈리아 제 21 단계 (ITT) 승리
- 네코 투어 종합 3위
- 로드 레이스 세계 선수권 · ITT 7위
- 투어 오브 베이징 종합 2위

2012년
- 투르 드 프랑스 구간 1 승 (12)